# École de Winterthour
École de Winterthour (deutsch: «Schule von Winterthur») bezeichnete vor allem in der Romandie den Einfluss der Demokraten mit Hochburg in Winterthur auf die kantonalzürcherische und nationale Politik.
Die Demokratische Bewegung (ab 1868 als Partei konstituiert) hatte in Winterthur insbesondere deswegen Erfolg, da man sich durch die damalige liberale Kantonsverfassung (das sogenannte «System Escher»), die sich auf die Stadt Zürich konzentrierte, auf dem Land und auch in der Stadt Winterthur benachteiligt fühlte. 1869 erreichte die Bewegung schliesslich eine Revision der Zürcher Kantonsverfassung. Anschliessend griff die Demokratische Bewegung auch in andere Kantone der Deutschschweiz über, namentlich Thurgau, Aargau, Solothurn, Luzern und Bern. Dieser für eine Weile in der ganzen Deutschschweiz dominierende staatspolitische Kurs, der in Winterthur seinen Ursprung nahm, beeinflusste damit auch die Politik in der Westschweiz. Die Schweizer Bundesverfassung von 1848 wurde 1874 unter Einfluss der Demokraten totalrevidiert, verbunden mit der Einführung des Referendumsrechts.